# Vechīn
Vechīn (persiska: وچين) är en ort i Iran.   Den ligger i provinsen Ardabil, i den nordvästra delen av landet, 400 km nordväst om huvudstaden Teheran. Vechīn ligger 1 939 meter över havet och antalet invånare är 101.
Terrängen runt Vechīn är lite bergig, och sluttar västerut. Runt Vechīn är det ganska glesbefolkat, med 38 invånare per kvadratkilometer. Närmaste större samhälle är Bīnāmārān, 3,3 km nordost om Vechīn. Trakten runt Vechīn består i huvudsak av gräsmarker.